# Sumpfmanguste
Die Sumpfmanguste, Wassermanguste oder auch Sumpfichneumon (Atilax paludinosus) ist eine afrikanische Art der Mangusten, die sich besonders gut an gewässernahe Lebensräume angepasst hat.

## Merkmale
Die Sumpfmanguste ist eine recht große Mangustenart, die ein Gewicht von 2,5 bis 4,2 kg und eine Gesamtlänge von 80 bis 100 cm erreicht. 30 bis 40 cm entfallen dabei auf den buschigen Schwanz. Das lange, raue Fell ist einförmig dunkelbraun, manchmal auch rötlich oder fast schwarz, die kleinen runden Ohren liegen dicht am Kopf an. Charakteristisch sind ferner die kurze Schnauze und die Schwimmhäute zwischen den Zehen, die auch an ihren Trittsiegeln zu erkennen sind. Das Gehirn ist relativ groß, was wohl mit ihrem guten Tastsinn zusammenhängt, den diese Manguste bei der Nahrungssuche benötigt.

## Verbreitungsgebiet

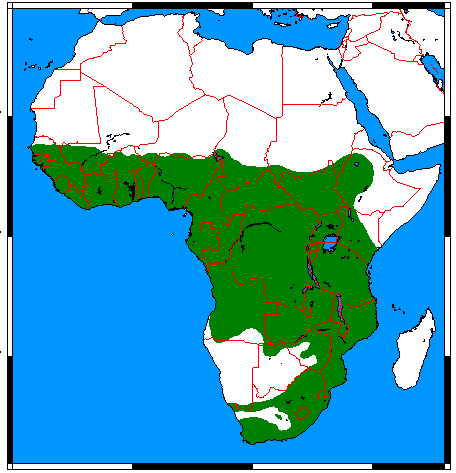
Verbreitungsgebiet der Sumpfmanguste

Die Sumpfmanguste ist in Afrika südlich der Sahara weit verbreitet und in vielen Gebieten noch recht häufig. Sie fehlt in sehr trockenen Regionen wie der Sahelzone, dem Horn von Afrika und den Trockenregionen im Süden Afrikas. Dies ist teilweise auf die Verfolgung durch Menschen und dessen Nutzung der flussnahen Bereiche in diesen Gegenden zurückzuführen.

## Lebensweise
Obwohl sie sich gelegentlich auch recht weit vom Wasser entfernt, findet man diese Manguste doch meist in der Nähe von Flüssen, Sümpfen, Schilfgebieten und Küstenregionen. Der nacht- und dämmerungsaktive Einzelgänger ist ein guter Schwimmer, der vorwiegend Krebse, Krabben, Frösche, Kleinsäuger und Fische jagt. Sogar die Reste von größeren Säugetieren, wie Rohrratten, Klippschliefern und Blauduckern findet man regelmäßig im Kot des kleinen Räubers. Allerdings könnte die Manguste sie bereits tot aufgefunden und als Aas verzehrt haben. Verschiedene Wirbellose, wie etwa Riesenkugler (Gattung Sphaerotherium), Reptilien, Eier und Früchte werden ebenfalls gefressen. Durch ihre Anpassung an feuchte, gewässernahe Habitate und ihre Nahrungsgewohnheiten geht die Sumpfmanguste der Konkurrenz durch andere Mangusten aus dem Weg. Dadurch rückt sie aber nahe an die Nische der Otter heran. Im Vergleich zu Ottern, die hauptsächlich Fische und Krebse fressen, sind Sumpfmangusten allerdings opportunistischer und ein Großteil ihrer Nahrung besteht auch aus Landtieren.
Die Streifgebiete der Sumpfmangusten liegen meist streifenförmig entlang von Gewässerufern. Ihren Kot setzen sie regelmäßig an bestimmten Latrinen, die meist nicht weit vom Wasser entfernt liegen ab.
Sumpfmangusten kennen wie viele tropische Arten keine festgelegte Fortpflanzungszeit. Die Weibchen können mehrmals im Jahr 1 bis 3 Junge werfen. Nach 10 bis 20 Tagen öffnen sie die Augen und nach einem Monat fressen sie bereits feste Nahrung.

## Gefährdungssituation
Die Sumpfmanguste wird von der Weltnaturschutzunion IUCN in der Roten Liste gefährdeter Arten als nicht gefährdet („Least Concern“) beurteilt.